# Branoux-les-Taillades
Branoux-les-Taillades è un comune francese di 1 365 abitanti situato nel dipartimento del Gard, nella regione dell'Occitania.

## Società

### Evoluzione demografica
Abitanti censiti